# Geoffrey Ashe
Geoffrey Thomas Leslie Ashe (Londra, 29 marzo 1923 – Glastonbury, 30 gennaio 2022) è stato uno scrittore e storico britannico, autore di libri storici e di alcune fiabe.
Nato in Inghilterra, crebbe in Canada, laureandosi all'University of British Columbia (Vancouver), per poi continuare gli studi a Cambridge. Molti dei suoi scritti sono incentrati sull'analisi delle leggende arturiane e sui luoghi di tali racconti. Un esempio è l'opera King Arthur's Avalon: The Story of Glastonbury (1957), opera ispirata dalla lettura di Short History of England scritto da Gilbert Keith Chesterton.
A suo parere la base storica della figura di Artù andrebbe cercata in Riotamo: sebbene, infatti, l'Artù dei racconti sarebbe una figura composita, la carriera di Riotamo avrebbe molti punti in comune con l'Artù di cui parla Goffredo di Monmouth nella Historia Regum Britanniae. Ashe ha anche aiutato a dimostrare che il castello di Cadbury, che da alcuni è stato identificato con la Camelot arturiana, fu effettivamente ristrutturato e rifortificato nel tardo V secolo, con uno sforzo realizzativo che ancora non ha riscontri contemporanei in qualche altra struttura della Britannia del tempo.